# Can Miret de les Torres
Can Miret de les Torres és un edifici modernista del municipi de Sant Pere de Ribes (Garraf) protegit com a bé cultural d'interès local.

## Descripció
Can Miret de les Torres està situada al costat del nucli de les Torres. És un edifici aïllat format per planta baixa i dos pisos, amb teulada a dues vessants. La façana, de composició simètrica, presenta a la planta baixa una porta d'accés d'arc de mig punt adovellat i dues finestres emmarcades en maó. El primer pis l'ocupen tres finestres d'inspiració gòtica i al segon, hi ha quatre obertures la forma de les quals ve determinada per una utilització decorativa del maó. Cal destacar el rellotge de sol que hi ha centrat en aquest segon pis, de forma vertical i fet de material
esgrafiat, amb les corbes de declinació solar i els signes del zodíac; així com altres elements ornamentals que enriqueixen la façana (rajoles i plats de ceràmica valenciana de diverses èpoques i el penell de ferro forjat). El conjunt es completa amb un edifici auxiliar que són unes cotxeres i una tanca.
Al jardí destaca un pou fet de maó vist i el celler,construït sobre una base de pedra, amb molts elements decoratius i encapçalat per una imatge petita en forma d'escultura.

## Història
Josep Font i Gumà va construir aquesta casa per al seu germà l'any 1898 i quan aquest va morir, l'arquitecte va passar a ser el propietari. Posteriorment, l'edifici fou venut a la família Miret que encara el conserva.